# Angels in America (Oper)
Angels in America ist eine Oper in zwei Teilen von Péter Eötvös (Musik) mit einem Libretto von Mari Mezei. Die Oper basiert auf Tony Kushners Theaterstücken Millennium Approaches und Perestroika. Die Uraufführung war am 23. November 2004 am Théâtre du Châtelet in Paris. Diese wurde von Péter Eötvös selbst dirigiert.

## Handlung
Die Hauptperson der Oper, Prior Walter, erkrankt an Aids. Er weiß, dass er sterben muss und erfindet in seinem Überlebenskampf einen Engel. Dieser befiehlt ihm, er solle als Prophet die Welt retten. In einer Vision steigt er in den Himmel auf, lehnt dort jedoch seinen Auftrag ab. Prior Walter legt das Buch der Propheten nieder und kehrt auf die Erde zurück.

## Gestaltung

### Musik
Musikalisch stehen vor allem die leidenschaftlichen Beziehungen zwischen den Figuren sowie die Spannung des Textes im Vordergrund. Péter Eötvös versuchte, den ständigen Wechsel zwischen Vision und Realität in seiner Musik umzusetzen.
Gleichzeitig versuchte Péter Eötvös stets den Ort der Handlung auch hörbar miteinzubeziehen. In Angels in America erzeugt er einen Broadwaysound. Alle acht Sänger und Sängerinnen sind mit Mikrofonen verstärkt, ebenso die 16 Soloinstrumente.

### Orchester
Die Orchesterbesetzung der Oper enthält die folgenden Instrumente:
- Holzbläser: zwei Flöten (1. auch Altflöte, 2. auch Piccolo und Altflöte), zwei Klarinetten (2. auch Es-Klarinette), Bassklarinette (auch Kontrabassklarinette), zwei Saxophone (1: Sopransaxophon, Altsaxophon und Baritonsaxophon; 2: Altsaxophon und Tenorsaxophon)
- Blechbläser: Trompete (auch Piccolotrompete), Posaune (auch Tenorposaune mit Quartventil)
- Schlagzeug (zwei Spieler):
  - 1: Vibraphon, Marimba, Crotales, Becken, chinesisches Becken, Nietenbecken, kleine Trommel, große Trommel, Tabla, Cabasa, Styropor-Platten (ad lib.)
  - 2: Glockenspiel, Gongs, Röhrenglocken, Tamtam, Metallröhren, Metall-Güiro, zwei Triangeln, Indische Schellen, Tube Maraca (Chocalho), kleines Tamburin, großes Tamborim, Whisper Chimes (Metal Chimes)
- Gitarre (verstärkt, auch Schellenbaum), E-Gitarre
- Celesta, Hammondorgel (B3 mit Leslie-Box)
- Streicher: sechs Violinen, vier Bratschen, drei Violoncelli, zwei Kontrabässe
- Klänge und Geräusche einer Zuspiel-CD

### Libretto
Das Libretto ist auf Englisch verfasst.

## Geschichte
Basierend auf Tony Kushners Theaterstücken Millennium Approaches und Perestroika entwickelten Mari Mezei und Péter Eötvös eine neu strukturierte Fassung, welche als Oper etwa zwei bis zweieinhalb Stunden dauert.
Danach wurde Angels in America 2005 an der Hamburgischen Staatsoper in Deutschland erstaufgeführt. 2006 folgte die niederländische Erstaufführung im Muziekgebouw aan ’t IJ in Amsterdam. Gleichzeitig kam die Oper im Boston Center for the Arts zur Aufführung.
Die britische Erstaufführung fand im März 2010 in der Barbican Hall in London statt.
2012 revidierte Péter Eötvös seine Oper. Die neue Fassung wurde am 29. September 2012 in Breslau beim Contemporary Opera Festival Wrocław unter dem Dirigenten Bassem Akiki konzertant uraufgeführt.
Auch die überarbeitete Fassung wurde 2015 in Boston aufgeführt. Außerdem fand im Januar 2013 eine Vorstellung in der Walt Disney Concert Hall in Los Angeles, sowie im Juni 2017 im Lincoln Center, Rose Theater in New York, statt.